# Episodi di Alexandra (serie televisiva) (prima stagione)
La prima stagione di Alexandra, composta da 4 episodi è stata trasmessa in Francia dal 27 marzo 2018 al 15 ottobre 2019 su France 3. In Italia è stata trasmessa su Giallo dal 16 settembre al 7 ottobre 2020.
| n° | Titolo originale | Titolo italiano         | Prima TV Francia | Prima TV Italia   |
| 1  | Pilote           | Frammenti di infelicità | 27 marzo 2018    | 16 settembre 2020 |
| 2  | Fou volant       | Il volo dell'angelo     | 18 dicembre 2018 | 23 settembre 2020 |
| 3  | La Mort vivante  | Morte apparente         | 8 ottobre 2019   | 30 settembre 2020 |
| 4  | L'Hermaphrodite  | Il viaggio in Guyana    | 15 ottobre 2019  | 7 ottobre 2019    |

## Frammenti di infelicità
- Titolo originale: Pilote
- Diretto da: Nicolas Guicheteau
- Scritto da: Elsa Marpeau

### Trama
Quando un giovane tirocinante in medicina legale Théo Durrel, un poliziotto lo avverte sul suo futuro capo. Successivamente, trova Alexandra Ehle, addormentata su un tavolo da autopsia. La Ehle si trova a dover identificare una giovane donna, il cui piede e gamba sono state trovate. Contro il consiglio della sua squadra e di Antoine Doisneau, comandante del PJ, la scientifica conduce le indagini dalla sua parte.

## Il volo dell'angelo
- Titolo originale: Fou volant
- Diretto da: François Basset
- Scritto da: Elsa Marpeau

### Trama
Una coppia passeggia sul ponte Chaban Delmas a Bordeaux, ma il marito, nonché aspirante neurologo si getta sul ponte morendo, però Alexandra scopre che si tratta di omicidio.

## Morte apparente
- Titolo originale: La Mort vivante
- Diretto da: Nicolas Guicheteau
- Scritto da: Elsa Marpeau

### Trama
Il corpo di una donna viene ritrovato nelle paludi di Bruges, non lontano da Bordeaux, colpita alla testa e senza documenti, Alexandra mentre si sta preparando per l'esame autoptico vede la vittima aprire gli occhi.

## Il viaggio in Guyana
- Titolo originale: L'Hermaphrodite
- Diretto da: François Basset
- Scritto da: Elsa Marpeau

### Trama
Una macabra scoperta viene fatta ai piedi di una rupe calcarea nei pressi di Bordeaux: due metà di corpi sono stati messi insieme, il busto di una donna è stato cucito alle gambe di un uomo di colore, però Alexandra e Antoine stabiliscono che le due vittime non sembrano collegate.